# Gare de Frasnes-lez-Gosselies
La gare de Frasnes-lez-Gosselies est une gare ferroviaire fermée de la ligne 131, de Y Bois-de-Nivelles à Fleurus et Y Noir-Dieu (Gilly). Elle est située à Frasnes-lez-Gosselies sur le territoire de la commune des Bons Villers, en Région wallonne dans la province de Hainaut en Belgique.
Elle est mise en service en 1877 par les Chemins de fer de l’État belge, ferme aux voyageurs peu après la Seconde Guerre mondiale (1956) et aux marchandises vers 1964.

## Situation ferroviaire
Établie à 157 mètres d'altitude, la gare de Frasnes-lez-Gosselies était située au point kilométrique (PK) 19,8 de la ligne 131, de Y Bois-de-Nivelles à Fleurus et Y Noir-Dieu (Gilly), entre la halte de Villers-Perwin et la gare de Rèves (ligne et gare sont hors service).

## Histoire
La station de Frasnes-lez-Gosselies est mise en service, le 20 septembre 1876 par l'Administration des chemins de fer de l’État belge (future SNCB) sur la section de Bois-de-Nivelles à Wagnelée-saint-Amand inaugurée six jours auparavant.
Elle possède un bâtiment des recettes Elle est dotée d'un bâtiment des recettes de plan type 1873 ainsi qu'une cour pourvue d'une halle à marchandises. Le bâtiment est doté d'une aile de trois travées à gauche et de plusieurs annexes et extensions à droite ainsi qu'une aile de service évoquant le plan type 1895. L'extension du bâtiment contenant la cuisine date de 1887 ; l'agrandissement du bâtiment et la construction d'une lampisterie et d'un abri pour les ouvriers ont eu lieu en 1898.
Le trafic des voyageurs est suspendu au début des années 1950. De 1956 à 1964, les sections au nord de Frasnes-les-Gosselies ferment les unes après les autres. La ligne, uniquement parcourue par des trains de marchandises de Fleurus à Frasnes, ferme finalement en 1983. Le dernier raccordé était la station Cargas se faisant livrer du gaz de pétrole liquéfié par wagons citernes.

## Patrimoine ferroviaire
Le bâtiment des recettes, type 1873, est reconverti en café-restaurant "Sisters' Jatte" et en logements. Doté d'une aile de trois travées à gauche accueillant les voyageurs, il se singularise par la disposition de son aile de service située à droite du corps de logis : au lieu d'être à toit plat sur toute sa longueur, elle est coiffée d'un toit à deux pentes avec une grande fenêtre au pignon (comme les gares type 1895) et sa hauteur est plus importante que l'aile gauche.
Après sa réaffectation, l'aile gauche a été aménagée en établissement de restauration, ajoutant des portes et fenêtres au mur-pignon aveugle, transformant le porche d'entrée en l'ouvrant sur la rue et remplaçant le fronton par un toit plat. L'ancien corps de logis et l'aile de service ont été réaménagées en habitations avec des fenêtres supplémentaires.
La halle aux marchandises a elle aussi été réaménagée, en bureau et entreprise, une maison moderne a été implantée entre les deux là où se trouvait autrefois une petite annexe.